# Brachyelatus masneri
Brachyelatus masneri är en stekelart som beskrevs av Boucek 1988. Brachyelatus masneri ingår i släktet Brachyelatus och familjen gropglanssteklar. Inga underarter finns listade.